# 데이필레
데이필레(Deiphyle)는 그리스 신화에 나오는 아르고스 왕 아드라스토스의 딸이다. 어머니는 아드라스토스의 형제인 프로낙스의 딸 암피테아이다. 아르게이아와 아이기알레이아의 자매이며 아이기알레우스, 키아니포스, 히포노오스와는 남매 사이이다. 두 딸을 사자와 멧돼지에게 시집보내라는 신탁을 받은 아드라스토스는 사자 가죽을 걸친 폴리네이케스와 멧돼지 가죽을 걸친 티데우스가 싸우는 광경을 목격하였다. 또는 폴리네이케스와 티데우스가 들고 있는 방패에 각각 사자와 멧돼지 무늬가 새겨져 있었다고도 한다.